# Blancas (manzana)
Blancas es el nombre de una variedad cultivar de manzano (Malus domestica). Esta manzana es originaria de Galicia, está cultivada en la colección de árboles frutales y banco de germoplasma de Mabegondo con el N.º 57; ejemplares procedentes de esquejes localizados en Puentedeume, parroquia del municipio de Puentedeume (La Coruña).

## Nombres
- "Manzanas blancas",[4][5]
- "Mazás brancas". (en gallego)
- "Maceira branca". (en gallego)

## Características
El manzano de la variedad 'Blancas' tiene un vigor vigoroso, productivo. Tamaño grande y porte erguido.
Época de inicio de brotación a partir del 21 de abril y de floración a partir de 10 de mayo.
Las hojas tienen una longitud del limbo de tamaño largo, con la máxima anchura del limbo media. Longitud de las estípulas es media y la máxima anchura de las estípulas es media. Denticulación del borde del limbo es biserrado, con la forma del ápice del limbo cuspidado y la forma de la base del limbo es agudo. Con subestípulas presentes.
Sus flores tienen una longitud de los pétalos larga, anchura de los pétalos es media, disposición de los pétalos libres entre sí, con una longitud del pedúnculo larga.
La variedad de manzana 'Blancas' tiene un fruto de tamaño medio, de forma plana-globosa, de color amarillo, con chapa a rayas, e intensidad pálida. Epidermis de textura suave, con pruina en su superficie, y con presencia de cera media. Sensibilidad al "russeting" (pardeamiento áspero superficial que presentan algunas variedades) muy poco sensible. Con lenticelas de tamaño mediano.
Los sépalos están dispuestos parcialmente replegados, y superpuestos en su base; su fosa calicina es profunda de una anchura estrecha. Pedúnculo de grosor estrecho y de longitud medio, siendo la cavidad peduncular de una profundidad media y de anchura estrecha. Con pulpa de color blanca, cuya firmeza es intermedia y textura intermedia; su jugosidad es intermedia con sabor de acidez media-baja, y aromática.
Época de maduración y recolección a partir del 18 de septiembre. 'Blancas' es una manzana que su destino es la conservación de esta variedad en el banco de germoplasma de Mabegondo como reserva genética.

## Susceptibilidades
- Oidio: ataque débil
- Moteado: no presenta
- Raíces aéreas: no presenta
- Momificado: no presenta
- Pulgón lanígero: no presenta
- Pulgón verde: ataque débil
- Araña roja: no presenta
- Chancro del manzano: no presenta[3]